# Villota del Páramo
Villota del Páramo é um município da Espanha na província de Palência, comunidade autónoma de Castela e Leão, de área 78,07 km² com população de 384 habitantes (2007) e densidade populacional de 5,24 hab/km².

## Demografia
| Variação demográfica do município entre 1991 e 2004 | Variação demográfica do município entre 1991 e 2004 | Variação demográfica do município entre 1991 e 2004 | Variação demográfica do município entre 1991 e 2004 |
| --------------------------------------------------- | --------------------------------------------------- | --------------------------------------------------- | --------------------------------------------------- |
| 1991                                                | 1996                                                | 2001                                                | 2004                                                |
| 538                                                 | 495                                                 | 438                                                 | 409                                                 |